# Nectophrynoides viviparus
Nectophrynoides viviparus är en groddjursart som först beskrevs av Gustav Tornier 1905.  Nectophrynoides viviparus ingår i släktet Nectophrynoides och familjen paddor. IUCN kategoriserar arten globalt som sårbar. Inga underarter finns listade i Catalogue of Life.